# Synagoge Vítkovice

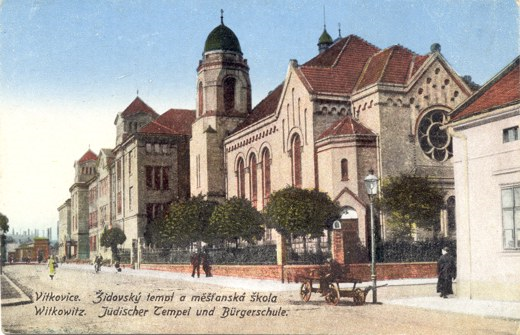
Synagoge in Vítkovice

Die Synagoge in Vítkovice (deutsch Witkowitz), einem Stadtteil der tschechischen Stadt Ostrava in der Mährisch-Schlesischen Region, wurde 1911 eingeweiht.
Die Synagoge im Stil der Neoromanik wurde von den deutschen Besatzern am 7. Juni 1939 zerstört.